# Vela (Rumunia)
Vela – wieś w Rumunii, w okręgu Dolj, w gminie Vela. W 2011 roku liczyła 464 mieszkańców.